# Semiothisa retinotata
Semiothisa retinotata là một loài bướm đêm trong họ Geometridae.